# Düsternau

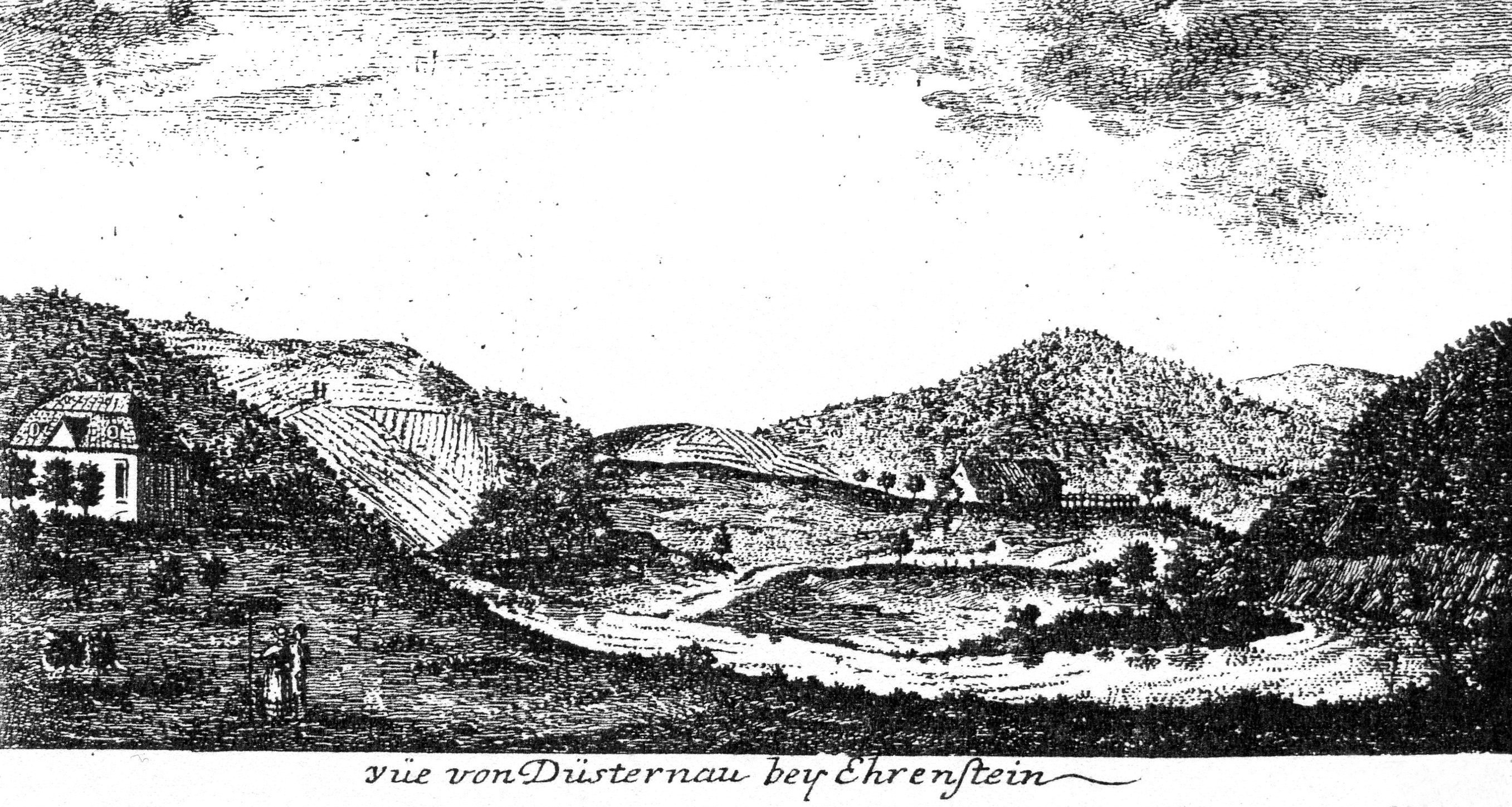
Düsternau, Kupferstich 1785

Düsternau war ein Rittergut, das auf der Gemarkung von Rott im rheinland-pfälzischen Landkreis Altenkirchen (Westerwald) nahe der Landesstraße 269 zwischen Neustadt (Wied) und Peterslahr in einer Wiedschleife, die dort beim Kloster Ehrenstein die Grenze zwischen den Landkreisen Altenkirchen und Neuwied bildet, lag.

## Geschichte
Das Rittergut Düsternau, eine ehemalige Wasserburg mit adeliger Freiheit, war ein Lehen der Grafen von Isenburg-Grenzau. Das Hauptgebäude war nach den Angaben von Constantin von Schoenebeck im Jahr 1789 zweigeschossig und hatte nach der Ansicht von 1785 auf der Mitte des Mansarddaches einen kleinen Dreiecksgiebel. Neben dem Gut Düsternau befand sich am nahegelegenen Berghang das kurkölnische „Düsternauer Höfchen“, das im 17. und 18. Jahrhundert verpachtet gewesen war.
Lehnsträger des Gutes Düsternau war im 16. Jahrhundert das Adelsgeschlecht von Düsternau. Vor 1519 war auch der zwischen Peterslahr und Burglahr gelegene Hof Überlahr hinzugekommen und so nannten sich fortan die Besitzer „Herren von Düsternau und Überlahr“. 1614 war der letzte Lehnsträger aus dem Geschlecht derer von Düsternau, Hans Wilhelm von Düsternau, gestorben und der Graf von Isenburg zog das Gut Düsternau als erledigtes Lehen ein und verkaufte es schließlich 1635 an Hans Georg von der Hoven genannt Pampus. Durch Erbfolge kam dann 1665 die Adelsfamilie von Schoenebeck in den Besitz von Düsternau. Die Angehörigen dieser Familie hatten zu jener Zeit das Amt des Landeshauptmannes des Amtes Altenwied und der Herrschaft Lahr inne. Letzter Besitzer von Düsternau aus dieser Familie war der Arzt und Philosoph Bernhard Constantin von Schoenebeck. Dieser musste 1821, bedingt durch Erbauseinandersetzungen, das Gut verkaufen. Es wurde von einer Familie von Runkel in Heddesdorf angesteigert, die die Gebäude verfallen ließ.